# Grobian

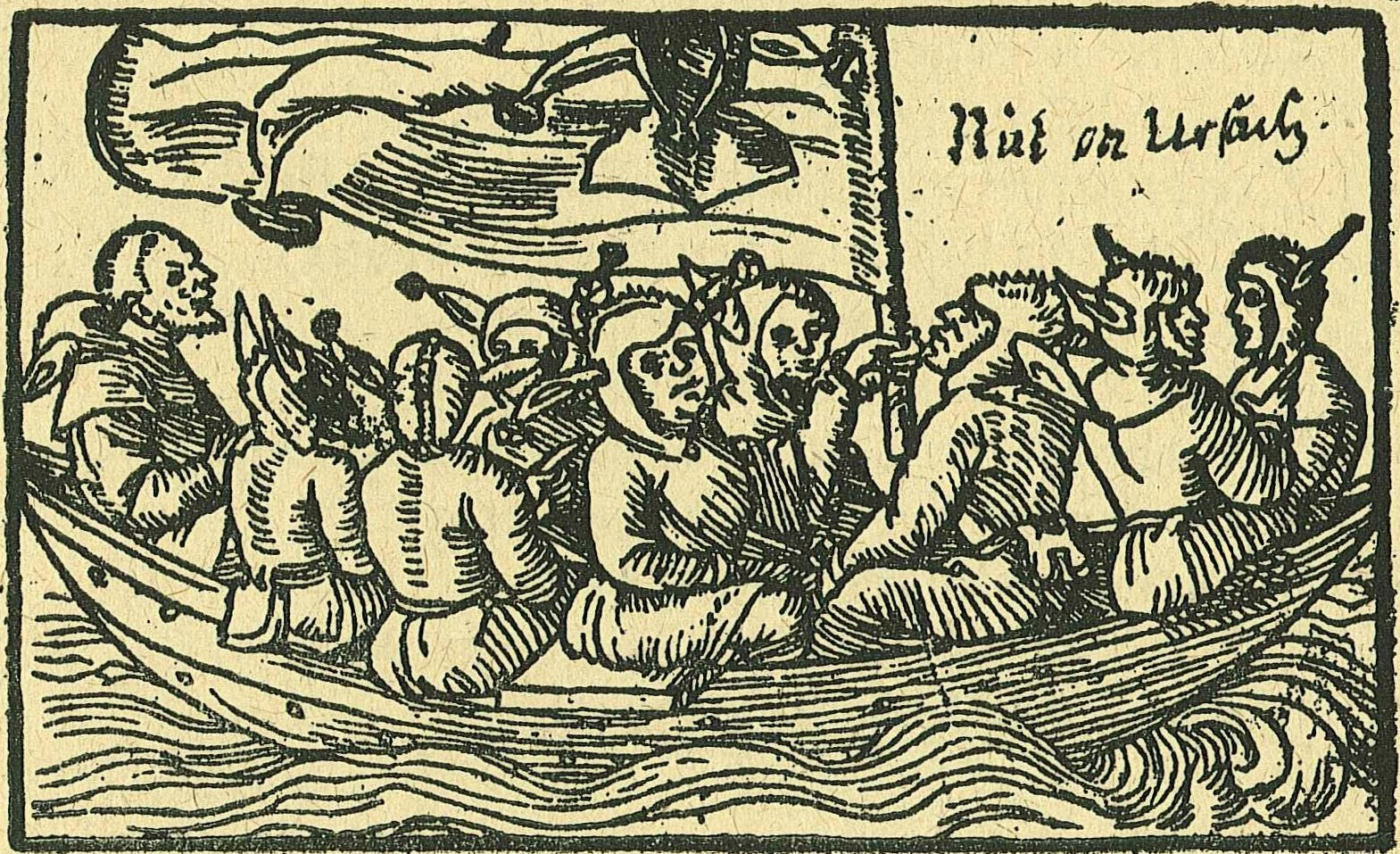
Narrenschiff. Träsnitt från 1549.

Grobian är ett uttryck för en person som är grov, ohyfsad och tölpaktig. Ordet har sitt ursprung i tyskans grob som betyder "grov". Formen grobian är en skämtsam bildning som första gången dök upp i Sebastian Brants diktverk Das Narrenschiff (dårskeppet) från 1494. Diktverket som beskriver mänskliga svagheter innehåller ett kapitel om det påhittade helgonet Sankt Grobian. Diktverket översattes till många språk, bland annat latin, där Sankt Grobian blev Sanctus Grobianus och en annan tysk författare skrev 1549 en bok med titeln Grobianus.
Boken översattes till engelska med anpassning till engelska förhållanden 1509 av Alexander Barclay som Ship of Fools. Boken börjar med narren/dåren som har många böcker, men han säger att han läser få och ännu färre förstår han. Michel Foucault, som skrev Vansinnets historia under den klassiska epoken (Madness and Civilization), såg i den medeltida allegorin om ett skepp med dårar en symbol för medvetandet om synd och ondska.